# Vollèges
Vollèges (antiguamente en alemán Villuge) es una comuna suiza del cantón del Valais, localizada en el distrito de Entremont. Limita al norte con la comuna de Saxon, al este con Bagnes, al sur con Sembrancher y Bovernier, y al oeste con Martigny y Charrat.